# Arthur Häggblad
Johan Arthur Häggblad (ur. 14 czerwca 1908 w Nordmaling, zm. 16 czerwca 1989 w Sztokholmie) – szwedzki biegacz narciarski, brązowy medal olimpijski oraz brązowy medalista mistrzostw świata.

## Kariera
Igrzyska w Garmisch-Partenkirchen w 1936 roku był pierwszymi i zarazem ostatnimi igrzyskami w jego karierze. Wspólnie z Johnem Bergerem, Erikiem Augustem Larssonem i Martinem Matsbo wywalczył brązowy medal w sztafecie 4 × 10 km. Na tych samych igrzyskach zajął także ósme miejsce w biegu na 18 km techniką klasyczną.
W 1934 roku wystartował na mistrzostwach świata w Sollefteå. Wraz z Allanem Karlssonem, Larsem Theodorem Jonssonem i Nilsem-Joelem Englundem także zdobył brązowy medal w sztafecie. Ponadto w biegach na 18 i 50 km stylem klasycznym zajmował czwarte miejsce. W pierwszym biegu w walce o brązowy medal uległ Finowi Marttiemu Lappalainenowi o zaledwie 2 sekundy, a w drugim wyprzedził go kolejny Fin Olli Remes.

## Osiągnięcia

### Igrzyska olimpijskie
| Miejsce | Dzień     | Rok  | Miejscowość            | Konkurencja             | Wynik     | Strata    | Zwycięzca           |
| ------- | --------- | ---- | ---------------------- | ----------------------- | --------- | --------- | ------------------- |
| 3.      | 10 lutego | 1936 | Garmisch-Partenkirchen | Sztafeta 4 × 10 km      | 2:41:33 h | +1:30 min | Finlandia           |
| 8.      | 12 lutego | 1936 | Garmisch-Partenkirchen | 18 km stylem klasycznym | 1:14:38 h | +4:17 min | Erik August Larsson |

### Mistrzostwa świata
| Miejsce | Dzień     | Rok  | Miejscowość | Konkurencja             | Czas biegu | Strata | Zwycięzca    |
| ------- | --------- | ---- | ----------- | ----------------------- | ---------- | ------ | ------------ |
| 4.      | 22 lutego | 1934 | Sollefteå   | 18 km stylem klasycznym | 1:04:29    | +1:41  | Sulo Nurmela |
| 4.      | 24 lutego | 1934 | Sollefteå   | 50 km stylem klasycznym | 4:06:43    | +6:13  | Elis Wiklund |
| 3.      | 25 lutego | 1934 | Sollefteå   | Sztafeta 4 × 10 km      | 2:40:28    | +12:39 | Finlandia    |